# Франція на Євробаченні Юних Музикантів
Франція брала участь у Євробаченні юних музикантів, що проводиться кожні два роки, десять разів з моменту свого дебюту в 1982 році, вперше вигравши конкурс у 1986 році. Країна прийняла Євробачення Юних Музикантів 2022 в місті Монпельє.

## Учасники
Умовні позначення
     Переможець
     Друге місце
     Третє місце
     Не пройшла до фіналу
     Участь скасовано
     Не брала участі
| Рік                               | Місце проведення | Учасник             | Інструмент      | Результат                  | Півфінал        |
| --------------------------------- | ---------------- | ------------------- | --------------- | -------------------------- | --------------- |
| 1982                              | Манчестер        | Поль Мейєр          | Кларнет         | 2                          | Без півфіналів  |
| 1984                              | Женева           | Сабін Туен          | Віола           | -                          | Без півфіналів  |
| 1986                              | Копенгаген       | Сандрін Лазарідес   | Фортепіано      | 1                          | -               |
| 1988                              | Амстердам        | Анрі Демаркетт      | Віолончель      | Не вдалося кваліфікуватися | -               |
| 1990                              | Відень           | Анн Гастінель       | Віолончель      | -                          | -               |
| 1992                              | Брюссель         | Ванесса Вагнер      | Фортепіано      | Не вдалося кваліфікуватися | -               |
| 1994                              | Варшава          | Ніколя Делькло      | Скрипка         | Не вдалося кваліфікуватися | -               |
| 1996                              | Лісабон          | Фанні Кламагіран    | Скрипка         | -                          | -               |
| 1998                              | Відень           | Не брала участь     | Не брала участь | Не брала участь            | Не брала участь |
| 2000                              | Берген           | Давід Гер'є         | Труба           | -                          | -               |
| Не брала участі в 2002-2020 роках |                  |                     |                 |                            |                 |
| 2022                              | Монпельє         | Максім Грізард      | Скрипка         | -                          | Без півфіналів  |
| 2024                              | Буде             | П'єр-Емманюель Урпо | Фортепіано      | -                          | Без півфіналів  |

## Країна-господар
| Рік  | Місто    | Місце     | Ведучі                         |
| ---- | -------- | --------- | ------------------------------ |
| 2022 | Монпельє | The Corum | Жудіт Чейн і Вінсент Дельбушай |